# Barthélemy Bompard
Pour les articles homonymes, voir Bompard.
Pour les autres membres de la famille, voir Famille Bompard.
Barthélémy Bompard, né le 1er septembre 1784 à Châtenois dans les Vosges et mort le 28 février 1867 à Thionville en Moselle, est un homme politique français.

## Biographie
Drapier à Metz, président du Tribunal de commerce et de la Chambre de commerce de Metz depuis 1829, Barthélemy Bompard se montra favorable au gouvernement de Juillet. Il fonda le journal l’Indépendant de la Moselle, devint maire de Metz en 1832, chevalier de la Légion d'honneur en 1831, et conseiller général.
Il déploya une certaine activité pendant l'épidémie cholérique de 1832, et fut élu député de la Moselle en 1837. Conservateur, il vota le plus souvent avec le ministère. Il est battu en 1839. La même année, il démissionne de la mairie de Metz.
En 1840, il acquiert le château de Volkrange et y fait construire un nouveau logis dans le domaine l'année suivante.

## Sources
- « Barthélemy Bompard », dans Adolphe Robert et Gaston Cougny, Dictionnaire des parlementaires français, Edgar Bourloton, 1889-1891 [détail de l’édition]
- Michel Marchand, Barthélemy Bompard, Maire de Metz et « Chatelain » de Volkrange [lire en ligne].